# На Севере, на Юге, на Востоке, на Западе
«На Севере, на Юге, на Востоке, на Западе» (другое название — «Всегда начеку!») — советский цветной художественный фильм, снятый в 1972 году режиссёром Ефимом Дзиганом.
Фильм задумывался, как кинодилогия, но снята была только одна серия, которая вскоре была снята с проката и не вышла на широкий экран. Фильм не вышел по политическим причинам — смена курса с конфронтации с Западом — на потепление отношений, «разрядку».

## Сюжет
О тревожных буднях советских пограничников в 1970-е годы, о происках и диверсиях шпионов.

## В ролях
- Татьяна Ленникова — Ольга Андреевна
- Александр Дегтярь — Щуров
- Пётр Чернов — Василий Фёдорович Мартынов
- Николай Алексеев
- Алексей Преснецов — генерал
- Сергей Мартынов — Артур
- Владимир Соколов — Тернецкий
- Виктор Павлов — солдат
- Дальвин Щербаков — офицер-пограничник
- Николай Дупак — Курт Шерман
- Майя Менглет — Мэри Тернер
- Олег Измайлов — Джулиано, итальянский журналист
- Валерий Виноградов  — советский офицер
- Олег Смирнов — английский генерал
- Станислав Симонов — Иван, сослуживец Артура
- Николай Маликов — сослуживец Артура
- Владимир Махов — генерал

## Съёмочная группа
Над фильмом работали:
- Авторы сценария — Ефим Дзиган, Вадим Кожевников
- Режиссёр-постановщик — Ефим Дзиган,
- Главный оператор — Алексей Темерин
- Художники — Татьяна Лапшина, Александр Мягков
- Композитор — Николай Каретников

В 2009 году 70-мм цветной негатив был отсканирован с разрешением 4К. Первая демонстрация фильма прошла на фестивале архивного кино «Белые столбы-2010» 3 феврале 2010 года в цифровом формате.